# Eufrosina de Alejandría
Eufrosina de Alejandría (griego:Ἁγία Εὐφροσύνη, tr. "buen ánimo", 410–470), también llamada Eufrosina, fue una santa que se disfrazó de hombre para ingresar a un monasterio y vivir durante 38 años como una asceta. Su festividad se celebra el 25 de septiembre en la Iglesia Ortodoxa Griega y los Católicos de Rito Bizantino, el 27 de septiembre en la Iglesia Episcopal, y el 16 de enero en la Iglesia Católica Romana.
Eufrosina nació supuestamente en una familia adinerada de Alejandría, en el Egipto romano-oriental o bizantino. Cuando tenía 18 años, su padre quería que se casara, por lo que escapó, se disfrazó de hombre y entró en un monasterio. Pasó la mayor parte de sus años como monje en aislamiento de los demás monjes. Durante el último año de su vida, Eufrosina se convirtió en la directora espiritual de su padre, consolándolo en su dolor por la pérdida de su única hija. Finalmente, reveló su identidad a él y se reconciliaron. Después de su muerte, él ingresó al monasterio de ella y se convirtió en asceta, viviendo en su celda hasta su muerte diez años después. El historiador eclesiástico Johann Peter Kirsch consideró que su historia era una leyenda.

## Vida
Según Johann Peter Kirsch en la Enciclopedia Católica, "Su historia pertenece a ese grupo de leyendas que relatan cómo las vírgenes cristianas, para llevar con mayor éxito la vida de celibato y ascetismo a la que se habían dedicado, se vestían con atuendo masculino y se hacían pasar por hombres".
Eufrosina nació en 410, en una familia adinerada e ilustre de Alejandría, siendo la única hija de Pafnucio, "un cristiano profundamente creyente y piadoso". Pafnucio y su esposa tenían dificultades para tener hijos, por lo que él acudió a un monasterio local, que visitaba con frecuencia, y solicitó que el abad, quien era su consejero espiritual, y los monjes oraran por ellos; poco después nació Eufrosina.
Fue bautizada a la edad de siete años, educada en las Escrituras y ampliamente reconocida por su sabiduría y amor por el aprendizaje.
Cuando Eufrosina tenía doce años, su madre murió y su padre la crio solo. Cuando tenía 18 años, tenía muchos pretendientes, por lo que su padre eligió al más noble y rico para que se casara con ella. Juntos visitaron el monasterio para recibir la bendición del abad para su matrimonio, pero la visita inspiró a Eufrosina a ingresar en la vida monástica. Como lo expresó el escritor David Clark, ella estaba "no dispuesta a permitir que su género fuera un obstáculo para adoptar este estilo de vida para sí misma".
Un año después, el abad envió a un monje a la casa de Pafnucio para invitarlo a la celebración de aniversario de la ordenación del abad; ella se reunió con el monje y le confesó su deseo de convertirse en asceta, a pesar de sus temores de desobedecer a su padre. El monje le aconsejó que se disfrazara de hombre "para escapar de su inminente matrimonio". Envió a un sirviente a buscar a otro monje, un ermitaño de Scete, quien le dio el mismo consejo. A petición suya, el monje le afeitó la cabeza y la invistió como monje.
Cuando su padre se fue de casa para otro retiro espiritual, Eufrosina aprovechó su ausencia y decidió unirse a un monasterio, el mismo que su padre visitaba, en lugar de ingresar a un convento, ya que temía que su padre la encontrara. Se disfrazó de hombre, afirmando ser un eunuco; el abad no la reconoció y la acogió en el monasterio. Eufrosina tomó el nombre de Smaragdo y vivió allí como monje durante 38 años, hasta su muerte alrededor del año 470.
Eufrosina, bajo el nombre de Smaragdo, impresionó al abad con "los rápidos progresos que hizo hacia una vida ascética perfecta", pero, como señaló la escritora Laura Swan, "surgió disensión en la comunidad debido a la belleza de Eufrosina, y el mismo abad ordenó que se aislara". Smaragdo se trasladó más profundamente al desierto a una celda solitaria, recitando sus oraciones en soledad, sin el resto de la comunidad, y como también dijo Swan, llegó a amar "la intensa soledad", viendo solo a su director espiritual y al abad.
Clark, en su capítulo sobre Eufrosina en su libro Between Medieval Men: Male Friendship and Desire in Early Medieval English Literature, compara su historia con la de José en el Antiguo Testamento, que también incluye temas de disfraz e identidades secretas. Clark analiza "la dinámica de género compleja y contradictoria" en la historia de Eufrosina, y la compara con Eugenia de Roma, una santa del siglo III que también se disfrazó de hombre, ya que comparten una "dinámica similar". Clark también afirma que las historias de Eugenia y Eufrosina, que incluyen la ayuda de sirvientes y el uso del disfraz para escapar hacia una vida de reclusión religiosa, "son típicas de los cuentos de amantes que frustran matrimonios no deseados. Sin embargo, aquí el amante es Cristo, y el objetivo no es la dicha conyugal, sino la vida célibe".

## Muerte y legado

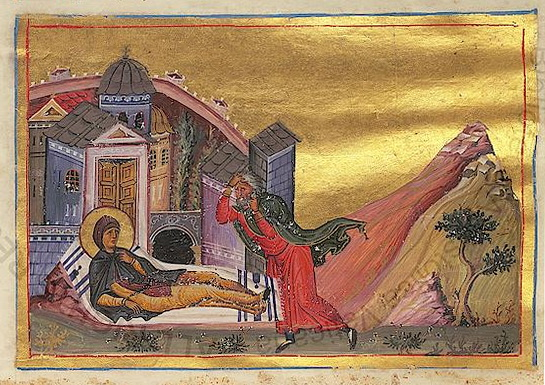
Una moribunda Eufrosina revela su identidad a su padre, miniatura del Menologio de Basilio II

El padre de Eufrosina, Pafnucio, acudió al monasterio "en busca de consuelo para su dolor" por la pérdida de su única hija; el abad envió a Eufrosina para brindarle dirección espiritual y consuelo, pero Pafnucio no la reconoció porque ella cubría su rostro con un velo y nunca reveló su identidad. Aun así, él recibió "consejos útiles y exhortaciones reconfortantes" de su parte y regresó varias veces para encontrarse con ella, convirtiéndose, como lo expresó Clark, en "el padre espiritual de su propio padre biológico".
Finalmente, en el último año antes de su muerte, ella le reveló a Pafnucio su secreto; se reconciliaron, y ella le pidió que no lo contara a nadie y que preparara su cuerpo para el entierro. Después de su muerte, Pafnucio distribuyó toda su riqueza entre los pobres y el monasterio, y se convirtió él mismo en monje, viviendo en la celda de su hija durante diez años, hasta que murió y fue enterrado junto a Eufrosina.
Clark afirmó que las acciones de Pafnucio eran otro ejemplo del tema de la inversión de género en la historia de Eufrosina, y una reelaboración y complicación de los problemas de paternidad física y espiritual, revelados en la "inversión de la relación padre-hija".
La tumba de Eufrosina "se convirtió en un lugar de oración con milagros atribuidos a ella". Su día de fiesta se celebra el 25 de septiembre en la Iglesia Ortodoxa Griega y el 16 de enero en la Iglesia Católica Romana. Según Swan, una versión temprana de la vida de Eufrosina fue escrita en pentámetro yámbico y otra en forma de prosa. Según Clark, también existe un relato de su vida escrito en inglés antiguo.
En 2022, Eufrosina fue oficialmente añadida al calendario litúrgico de la Iglesia Episcopal con un día de fiesta el 27 de septiembre.

## Obras citadas
- Clark, David (2009). Between Medieval Men: Male Friendship and Desire in Early Medieval English Literature. Oxford, Inglaterra: Oxford University Press. ISBN 978-0-19-955815-5. OCLC 243546011.
- Swan, Laura (2001). The Forgotten Desert Mothers: Sayings, Lives, and Stories of Early Christian Women. Nueva York: Paulist Press. ISBN 0-8091-4016-0. OCLC 45460900.